# 黃臺生
黃臺生，為國立政治大學公共行政學博士畢業、美國紐約大學(New York University)公共行政學博士結業，現任職於社團法人公職退休人員聯誼暨關懷服務協會會長；曾擔任立法院人事處處長、參事、玄奘大學公共事務管理學系副教授兼推廣部主任、玄奘大學公共事務管理學系副教授。2016年6月8日任職國家年金改革委員會委員。

## 外部連結
- 總統府國家年金改革委員會-委員名單 （页面存档备份，存于）

| 中華民國政府職務 | 中華民國政府職務                     | 中華民國政府職務 |
| ---------------- | ------------------------------------ | ---------------- |
| 中華民國總統府   |                                      |                  |
| 前任： '         | 國家年金改革委員會委員 2016年6月8日- | 繼任： '         |